# Gypona hamella
Gypona hamella är en insektsart som beskrevs av Delong 1980. Gypona hamella ingår i släktet Gypona och familjen dvärgstritar. Inga underarter finns listade i Catalogue of Life.